# 私立恵比寿中学1stワンマンLIVE
『私立恵比寿中学1stワンマンLIVE』（しりつえびすちゅうがくファーストワンマンライブ）は、私立恵比寿中学のコンサート。2011年10月8日に東京・Shibuya O-EASTで行われた。DVDは2012年2月15日にスタデジ（STARDUST DIGITAL）より発売された。

## 収録曲

### DISC1
「エビ中文化祭〜エビの数だけ殻むいて〜@Shibuya O-EAST」
1. Opening Video
2. Ebiture
3. ザ・ティッシュ〜とまらない青春〜
4. 売れたいエモーション!
5. MC①〜おなじみ自己紹介〜
6. エビ中一週間
7. なにがなんでも
8. オーマイゴースト?〜わたしが悪霊になっても〜
9. MC②〜いつもなエビ中トーク〜
10. ご存知!エビ中音頭
11. エビ中出席番号の歌 その1
音源初収録
12. どしゃぶりリグレット
13. Interview Video
14. もっと走れっ!!
15. チャイム!
16. MC③〜それぞれの想い〜
17. イッショウトモダチ
音源初収録
18. Encore① えびぞりダイアモンド!!
19. Encore② 永遠に中学生
20. Double Encore また明日
21. MC④〜Endingからのバイバイ〜

### DISC2:特典映像
「エビ中体育祭〜成長痛がとまりません!〜」

1. 体育祭 OPV

2. 体育祭 転換V

「エビ中文化祭〜エビの数だけ殻むいて〜」

3. 文化祭 OPV

4. 文化祭 転換V

「私立恵比寿中学〜後夜祭〜」

5. 後夜祭 OPV（再編集版）

6. 「ザ・ティッシュ〜とまらない青春〜」Music Video 

7. 「オーマイゴースト?〜わたしが悪霊になっても〜」Music Video（long ver.）

8. 「もっと走れっ!!」Music Video（long ver.）
未発表映像含